# Bernard Boekelman
Bernardus (Bernard) Boekelman (Utrecht, 9 juni 1838 – New York, 2 augustus 1930) was een Nederlands componist.
Hij was een zoon van muzikant Antonius Joannes Boekelman (1810-1890) en Wilhelmina Petronella Meulman. Hij kreeg zijn muzikale opleiding aan de conservatoria in Leipzig (docent: Ignaz Moscheles) en Berlijn (docenten: Franz Kullak en Hans von Bülow). In Berlijn gaf Boekelman ook zelf lessen. Hij maakte een tournee door Brazilië en emigreerde vervolgens naar Mexico en vestigde zich in 1866 in New York (naturalisatie 1871). Hij werd er pianist bij de Philharmonic Society. Hij richtte er ook een kamermuziekensemble op en gaf enkele jaren les aan Miss Porter’s Lady’s School in Farmington (Connecticut). Rond die tijd vroeg hij patent aan op een notatiemethode om de muzikale lijnen in bijvoorbeeld fuga’s  van Johann Sebastian Bach zichtbaar te maken door verschillende kleurstellingen.
Alhoewel hij steeds bezig was een deel van zijn tijd te spenderen aan componeren (hij maakte zelf eens een ontwerp voor een componeerkamer) kwam het er niet echt van. Van zijn hand verscheen een vijftiental werken. Hij schreef tevens mee aan The Century Library of Music van Ignacy Jan Paderewski.
- CiNii: DA07664982
- Gemeinsame Normdatei: 134718208
- International Standard Name Identifier: 0000 0000 8206 5879
- Library of Congress Control Number: n93032685
- Bibliotheek van het Japanse parlement: 00433681
- Nationale Bibliotheek van Tsjechië: mzk2013763578
- Nationale Bibliotheek van Israël: 987007403983305171
- Nationale Bibliotheek van Polen: a0000002530220
- Nederlandse Thesaurus van Auteursnamen: 422736740
- Virtual International Authority File: 23808486
- WorldCat: E39PBJkMFpVcJmmRmRgVPPdWjC